# Жанна де Форе
Жанна (фр. Jeanne de Forez; 10 мая 1337 — 17 февраля 1369) — дофина Оверни (по правам мужа), наследница графства Форе. Дочь Гига VII де Форе и его жены Жанны де Клермон.
В июне 1357 года вышла замуж за Беро II, графа Клермона и дофина Оверни. Принесла в приданое сеньорию Юффель (в Бурбоннэ) и 15 тысяч золотых флоринов.
Единственный ребёнок:
- Анна де Форе (1358—1417) — графиня Форе с 1372/1382, дофина Оверни с 1400 года.

Брат Жанны Людовик I де Форе погиб в битве при Бринье 6 апреля 1362 года. Ему наследовал другой её брат — Жан II, который страдал душевной болезнью и не был женат. Его наследницей считалась Жанна. Однако 17 февраля 1369 года она умерла, не дожив до 32-летнего возраста.
Жан II умер в 1372 году (по другим данным — был убит в 1369 году). После его смерти графиней Форе объявила себя Жанна де Клермон (ум. 1382) — его мать (и мать Жанны де Форе). Она назначила своей наследницей внучку — Анну, дочь Жанны, и в 1376 году в обмен на пенсию отказалась от всех прав на графство.